# بوب فيشر (لاعب كرة قدم أمريكية)
بوب فيشر (بالإنجليزية: Bob Fisher)‏ هو لاعب كرة قدم أمريكية أمريكي، ولد في 27 أغسطس 1916 في لوس أنجلوس في الولايات المتحدة، وتوفي في 1 مايو 1983.